# BART
A Budapesti Autóbusz-közlekedési Részvénytársaság (később Budapestvidéki Autóbusz-közlekedési Részvénytársaság, röviden BART) egy 1928–1948 között működő autóbusz-üzemeltető vállalat volt.

## Kezdetek
Budapest autóbusz-közlekedését lebonyolító Székesfővárosi Autóbusz Üzem (SZAÜ) új autóbuszai a vártnál jóval lassabban érkeztek meg, ezért ideiglenesen magáncégek bevonásáról döntött a főváros. Ennek keretében 1927. december 28-án Békefy Elemérrel kötöttek hároméves szerződést, és 24 darab vadonatúj pirosra festett Rába LHo típusú busszal megkezdhette működését a Budapesti Autóbusz-közlekedési Részvénytársaság (BART).

## Versengés a SZAÜ-vel
A szerződés szerint első járatuk 1928. február 15-én indult el 15-ös jelzéssel a Boráros tér és a Vígszínház között, majd pár nap múlva a 12-es járat is a Vörösmarty tér és a Városliget között. Egy hónappal később 9-es jelzéssel a Krisztina tér és a János Kórház között indult új járat, de ezt már abban az évben megszüntették. A járművek tárolását és karbantartását is saját maguknak kellett megoldaniuk, a kalauzok viszont a SZAÜ alkalmazottai voltak, így a jegybevétel is a SZAÜ-höz került. A BART már az első évében majdnem egymillió pengő bevételt termelt, a SZAÜ pedig próbált úgy módosítani a szerződésen, hogy előnyösebb helyzetbe kerüljön a BART-hoz képest. Ennek egyik eredménye volt, hogy már 1929 novemberében átvették a jól jövedelmező 12-es busz üzemeltetését az újonnan érkező buszaikkal, az onnan felszabaduló kocsikkal a BART beindította a 24-es és 25-ös kültelki járatokat az Aréna út és Pestújhely, illetve Rákospalota között. Ekkor indult el a 26-os újpesti járat az angyalföldi Agyag utcáig közlekedő 20-as busz folytatásaként Újpest, István térig. 1930 nyarán a kezdetben veszteséges csepeli 8-as járatot is átvették, ami később az egyik legjövedelmezőbb vonal lett. 1931 júliusában egy csődbe ment vállalkozástól sikerült megszerezni a Csepel és Tököl közötti járat üzemeltetésének jogait, amit 202-es menetrendi számmal indítottak el. A korszakra és a BART által üzemeltetett agglomerációs vonalakra jellemző volt a 200-as számtartomány használata, de a korabeli feljegyzések szerint a buszokon sokszor csak az útirányt tüntették fel, a jelzést nem.
Mivel a SZAÜ járművei továbbra is lassan érkeztek, így kénytelenek voltak a BART-tól és az Autótaxitól kölcsönvenni 13 buszt. A hiányzó járművek miatt továbbra is esélytelen volt a BART nélkül szervezni Budapest autóbusz-közlekedését, a helyzetet pedig tovább súlyosbította, hogy a gazdasági világválság első tünetei után a fővárosi cégeknél is megszorításokat vezettek be. 1931. szeptember 10-én a BART bejelentette, hogy 12 évre hajlandó átvenni a SZAÜ működését. A meglepő döntést indokolhatta, hogy nem sokkal korábban szindikátusra léptek az Autótaxival, így a válság kezdetén sikerült stabilizálni a pénzügyi helyzetet, míg a SZAÜ csak az üzemidő csökkentésével és jegyármódosítással próbálkozhatott. A főváros azonban több ponton is megtámadva nem fogadta el az ajánlatot, inkább megkezdték a BSZKRT-tal való egybeolvadás előkészítését. A különböző viszonylatjelzések miatt még született egy megegyezés 1932. május 20-án a SZAÜ és a BART között: a SZAÜ üzemeltette az 1–19 jelzésű járatokat, míg a BART a 20–26 tartományt kapta meg. Ekkor nevezték át a csepeli 8-ast 21-esre és a margitszigeti 6-ost 26-osra.
A BART egy újabb 4 éves szerződésért cserébe vállalta a buszai kékre festését és a főváros címerének feltüntetését. Az új szerződés lehetőséget teremtett a budakeszi 22-es járatcsalád és a hűvösvölgyi 23-as buszok beindításához. A szerződés tartalmazott egy kitételt is, melynek értelmében bármiféle rendkívüli helyzet esetén a BART a járműveit a BSZKRT-nak köteles lett volna ellenszolgáltatás nélkül átadnia.

## Kiszorulás a városból
1936. december 31-én lejárt az új szerződés is, amit már nem hosszabbítottak meg, így a BART kénytelen volt átadnia jól jövedelmező buszvonalait, egyedül a 26-os vonalat tarthatták meg, de azt is csak a következő év októberéig. A városi járatok helyett innentől kezdve a környéki járatokkal foglalkoztak, ekkor rengeteg új környéki vonalat indítottak, többek között Hűvösvölgyben körjáratot, Hűvösvölgyből Nagykovácsi, Solymár, Pilisvörösvár, Pilisszentiván és Óbuda felé, de új járat indult a Dobogókőre, Mogyoródra, Szigetszentmiklósra, Diósdra is. Ennek megfelelően nevüket is megváltoztatták Budapestvidéki Autóbusz Közlekedési Rt.-re. 1937-ben egy rövid ideig kecskeméti helyi járatot is üzemeltettek, 1939-ben pedig még messzebb, Szombathelyen indult új járatuk, de ez is megszűnt 1940 januárjában.
1940 januárjában megvásárolták a Budapest-Zsámbékvidéki Közlekedési Vállalat Kft. összes jármű- és ingatlankészletét, ekkortól számos zsámbéki járatot a BART üzemeltetett, többek között a Széna térről Budakeszin keresztül Zsámbékra, Bajnára, Perbálra, Válra, Herceghalomra, vagy Tinnyére, de új járatok indultak Tatára, Héregre és Piliscsabára is.
1942. szeptember 4-én légitámadás érte a fővárost, majd a szovjet bombázók három nap múlva visszatértek. A BART is egyre több vonalon volt kénytelen leállítani a járműveket és számos vonalon szünetelt a közlekedés.
1943. június 23-án Székesfehérváron indítottak helyi járatokat hét különböző útvonalon. A betűjelzéssel ellátott járatok (A–G) 1944-ben megszűntek.

## Megszűnése
A BART 1948. szeptember 1-jén állami irányítás alá került és a MOGÜRT Taxibusz nevet kapta, az 1950-től létező Nagy-Budapesthez kerülő kültelki vonalakat fokozatosan átvette a BSZKRT. Habár a járműparkot sikerült jelentősen fejleszteni, a társaság 1949. június 20-án a MÁVAUT-tal egyesült. Innentől kezdve a budapesti autóbusz-közlekedésben nem vállalt szerepet. Elővárosi járatait a MÁVAUT üzemeltette tovább.

## A BART járatai
A táblázatban a járatok időrendi sorrendben vannak feltüntetve. SZAÜ=Székesfővárosi Autóbusz Üzem (1923–1931), BSZKRT=Budapest Székesfővárosi Közlekedési Rt. 1923–1949), FAKV=Fővárosi Autóbuszüzem Községi Vállalat (1949–1950), FAÜ=Fővárosi Autóbuszüzem (1951–1967), MÁVAUT=Magyar Államvasutak Közúti Gépkocsi Üzeme.
| Jelzés | Bevezetve     | Megszűnt/Átadva                        | Végállomások és útvonal a járat bevezetésekor                                                                                                 |
| --- | ------------- | -------------------------------------- | --- |
| 15 | 1928. 02. 15. | 1930. 02. 01. (SZAÜ-nek átadva)        | Boráros tér–Ráday utca–Apponyi tér–Váci utca–Vörösmarty tér–Nádor utca–Vígszínház                                                             |
| 12 | 1928. 02. 28. | 1929. 11. 15. (SZAÜ-nek átadva)        | Városliget–Aréna út–Dohány utca–Károly körút–Deák Ferenc tér–Vörösmarty tér                                                                   |
| 9 | 1928. 03. 20. | 1928. 11. 05.                          | Krisztina tér–Déli pályaudvar–János kórház |
| 6 | 1929. 04. 01. | 1932. 06. 29.                          | Kohári utca–Margit híd–Margitsziget |
| 26 | 1929. 11.     | 1930. 01. 31.                          | Angyalföld, Agyag utca–Balzsam utca–Göncöl utca–Árpád út–Újpest, István tér                                                                   |
| 24 | 1929. 11. 30. | 1936. 12. 31. (BSZKRT-nak átadva)      | Andrássy út (Aréna út)–Ajtósi Dürer sor–Erzsébet királyné út–Körvasút út–Székely utca–Gróf Andrássy Gyula út–Gróf Hadik János út–Pestújhely   |
| 25 | 1929. 11. 30. | 1936. 12. 31. (BSZKRT-nak átadva)      | István út (Aréna út)–Városliget–Erzsébet királyné út–Körvasút sor–Rákos út–Bocskay utca–Széchenyi tér–Batthyány utca–Rákospalota, Pozsonyi út |
| 20 | 1930. 02. 01. | 1936. 12. 31. (BSZKRT-nak átadva)      | Keleti pályaudvar–Aréna út–Vágány utca–Szent László út–Széchenyi tér–Lebstück Mária utca–Újpest, Szent István tér                             |
| 8 | 1930. 07. 08. | 1932. 06. 29.                          | Boráros tér–Csepeli főút–Csepel, Szent Imre tér                                                                                               |
| 202 | 1931. 07. 27. | 1944. 09.                              | Csepel, Szent Imre tér–Herminamajor–Szigethalom–Tököl, HÉV-állomás                                                                            |
| 203 | 1932. 02. 01. | 1944. 04.                              | Hűvösvölgy–Remeteszőlős–Nagykovácsi, Templom tér                                                                                              |
| 204 | 1932. 02. 01. | 1944. 04.                              | Hűvösvölgy–Tisza István liget |
| 1932. május 20-ától a SZAÜ az 1–19, míg a BART a 20–26 számmezőből nevezhetik el járataikat. A BART járatai: 20, 21, 24, 25, 26                                                                                 |               |                                        | |
| 21 | 1932. 06. 30. | 1936. 12. 31. (BSZKRT-nak átadva)      | Boráros tér–Csepeli főút–Csepel, Szent Imre tér                                                                                               |
| 26 | 1932. 06. 30. | 1937. 10. 15. (BSZKRT-nak átadva)      | Kohári utca–Margit híd–Margitsziget |
| 22 | 1932. 07. 14. | 1936. 12. 31. (BSZKRT-nak átadva)      | Széna tér–Szépilona–Budakeszi, Gyógyszertár                                                                                                   |
| 22A | 1932. 07. 30. | 1936. 12. 31. (BSZKRT-nak átadva)      | Szépilona–Budakeszi, Gyógyszertár |
| 22B | 1932. 07. 30. | 1936. 12. 31. (BSZKRT-nak átadva)      | Széna tér–Szépilona–Szanatórium |
| 23 | 1932. 07. 30. | 1936. 12. 31.                          | Széna tér–Hűvösvölgy–Pesthidegkút (körforgalom)                                                                                               |
| 23A | 1932. 07. 30. | 1934. 07. 31.                          | Hűvösvölgy–Pesthidegkút (körforgalom) |
| 24A | 1932. 09. 05. | 1936. 12. 31. (BSZKRT-nak átadva)      | Zugló, Öv utca–Pestújhely (körforgalom) |
| 207 | 1934. 05. 01. | 1937. 09. 10.                          | Hűvösvölgy–Pilisszentiván–Pilisvörösvár |
| A BART szerződése 1936. december 31-én lejárt, amit nem újítottak meg. A városi járatokat átvette a BSZKRT. A BART járatai maradnak: 26, 202, 203, 204, 207                                                     |               |                                        | |
| 200 | 1937. 01. 01. | 1944. 04.                              | Hűvösvölgy–Pesthidegkút (körforgalom) |
| 201 | 1937. 01. 01. | 1944. 04.                              | Hűvösvölgy–Máriaremete |
| 205 | 1937. 01. 01. | 1944. 04.                              | Hűvösvölgy–Solymár, községháza |
| 206 | 1937. 01. 01. | 1944. 04.                              | Hűvösvölgy–Solymár–Pilisszentiván |
| 209 | 1937. 04. 03. | 1944.                                  | Horthy Miklós körtér–Diósd, standfürdő |
| 215 | 1937. 04. 03. | 1943.                                  | Blaha Lujza tér–Dobogókő |
| 216 | 1937. 04. 03. | 1938. 02. 22.                          | Pestlőrinc, villamosvégállomás–Pestimre központ                                                                                               |
| 243 | 1937. 04. 03. | 1944. 04. 30.                          | Pesterzsébet, Magyar utca–Szigetszentmiklós                                                                                                   |
| 246 | 1937. 04. 03. | 1943.                                  | Csobánka–Dobogókő |
| 216 | 1938. 02. 23. | 1944. 04. 30.                          | István kórház–Gyáli út–Nagykőrösi út–Pestimre központ                                                                                         |
| 217 | 1938. 02. 23. | 1944. 04. 30.                          | István kórház–Gyáli út–Nagykőrösi út–Gyál-liget                                                                                               |
| 220 | 1937. 05. 01. | 1944. 08. 31.                          | Csepel, Szent Imre tér–Herminamajor–Szigetszentmiklós                                                                                         |
| 221 | 1937. 05. 01. | 1944. 09.                              | Csepel, Szent Imre tér–Királyerdő |
| 210 | 1937. 06. 03. | 1944.                                  | Horthy Miklós körtér–Diósd–Érd–Ilka-major |
| 218 | 1937. 07.     | 1941. 07.                              | Garay tér–Mogyoród |
| 219 | 1937. 07.     | 1941. 07.                              | Rákospalota–Mogyoród |
| – | 1937. 08. 01. | 1939. 09. 23.                          | Zugló, Hajtsár utca–Rákosszentmihály–Árpádföld                                                                                                |
| – | 1937. 08.     | 1937. 09.                              | kecskeméti helyi járat számjelzés nélkül |
| 230 | 1937. 09.     | 1944. 09.                              | Csepel, Szent Imre tér–Kispest |
| 231 | 1937. 09.     | 1944. 09.                              | Csepel, Szent Imre tér–Rákoskeresztúri temető                                                                                                 |
| 237 | 1937. 09.     | 1944. 09.                              | Rákoskeresztúri temető–Kispest |
| 238 | 1937. 09.     | 1944. 09.                              | Nagykőrösi út–Kispest |
| 207 | 1937. 09. 11. | 1944. 04.                              | Hűvösvölgy–Pesthidegkút–Solymár–Pilisszentiván–Pilisvörösvár–Óbuda, villamoskocsiszín                                                         |
| 211 | 1938. 01.     | 1943. 04.                              | Érd, vasútállomás–Érd, Ilka-major |
| – | 1938. 03. 08. | 1939. 09. 23.                          | Pestlőrinc, Szarvas Csárda–Rákoskeresztúri temető                                                                                             |
| 212 | 1939. 03.     | 1943. 10.                              | Érd, Vasútállomás–Érd, Ófalu |
| 236 | 1939. 04. 01. | 1944. 03. 31.                          | Óbuda, Flórián tér–Bécsi út–Üröm–Pilisborosjenő, községháza                                                                                   |
| 222 | 1939. 07. 13. | 1944. 04.                              | Széna tér–Budakeszi–Páty–Zsámbék |
| 223 | 1939. 07. 13. | 1944. 04.                              | Széna tér–Budakeszi–Mány |
| 213 | 1939. 11.     | 1941. 07.                              | Érd, vasútállomás–Sóskút |
| – | 1939. 12. 11. | 1940. 01. 20.                          | szombathelyi helyi járat számjelzés nélkül |
| A BART 1940 elején átvette a Budapest-Zsámbékvidéki Közlekedési Vállalat Kft. vonalait. |               |                                        | |
| 214 | 1940. 01.     | 1944. 04.                              | Pomáz–Csobánka |
| 232 | 1940. 01.     | 1944. 04.                              | Zsámbék–Tök–Perbál–Tinnye–Piliscsaba |
| 224 | 1940. 01.     | 1944. 04.                              | Széna tér–Vál |
| 225 | 1940. 01.     | 1943. 04.                              | Széna tér–Bajna |
| 226 | 1940. 01.     | 1944. 02.                              | Széna tér–Perbál |
| 227 | 1940. 01.     | 1941. 07.                              | Héreg–Felsőgalla |
| 228 | 1940. 01.     | 1944. 02.                              | Héreg–Tata |
| 229 | 1940. 01.     | 1943. 06.                              | Széna tér–Héreg |
| 232 | 1940. 01.     | 1941. 07.                              | Zsámbék–Piliscsaba |
| 233 | 1940. 01.     | 1941. 07.                              | Piliscsaba–Tinnye |
| 234 | 1940. 01.     | 1941. 07.                              | Zsámbék–Herceghalom |
| 239 | 1940. 01.     | 1944. 04.                              | Zsámbék–Vál |
| 247 | 1940. 01.     | 1941. 07.                              | Zsámbék–Tinnye |
| 235 | 1940. 03.     | 1941. 11.                              | Páty–Etyek |
| 240 | 1940. 12.     | 1944. 04.                              | Baracska–Vál |
| 241 | 1941. 01.     | 1944. 07.                              | Soroksár–Alsónémedi–Bugyi–Dabas–Gyón |
| 242 | 1941. 01.     | 1944. 07.                              | Soroksár–Alsónémedi |
| 208 | 1941. 03.     | 1943. 08.                              | Óbuda–Pilisvörösvár |
| 244 | 1941. 03.     | 1943. 08.                              | Óbuda–Pilisszántó |
| 245 | 1941. 03.     | 1943. 08.                              | Pilisvörösvár–Pilisszántó |
| 248 | 1943. 01.     | 1944. 09.                              | Pestszentlőrinc, villamos végállomás–Monor |
| 249 | 1943. 01.     | 1944. 09.                              | Pestszentlőrinc, villamos végállomás–Vecsés                                                                                                   |
| 250 | 1943. 05.     | 1943. 08.                              | Érd Parkváros–Törökbálint |
| A | 1943. 06. 23. | 1944.                                  | székesfehérvári helyi járat: Horthy Miklós tér–Vasúti pályaudvar                                                                              |
| B | 1943. 06. 23. | 1944.                                  | székesfehérvári helyi járat: Horthy Miklós tér–Defekt csárda                                                                                  |
| C | 1943. 06. 23. | 1944.                                  | székesfehérvári helyi járat: Horthy Miklós tér–Máriavölgyi zöldkút                                                                            |
| D | 1943. 06. 23. | 1944.                                  | székesfehérvári helyi járat: Horthy Miklós tér–Úrhidai kereszteződés                                                                          |
| E | 1943. 06. 23. | 1944.                                  | székesfehérvári helyi járat: Vörösmarty tér–Szentháromság temető                                                                              |
| F | 1943. 06. 23. | 1944.                                  | székesfehérvári helyi járat: Károly király tér–Oncsa telep                                                                                    |
| G | 1943. 06. 23. | 1944.                                  | székesfehérvári helyi járat: Horthy Miklós tér–Szent György kórház                                                                            |
| A világháború utáni újraindulás |               |                                        | |
| 202 | 1946. 01. 03. | 1949. 06. 19. (MÁVAUT üzemeltetés)     | Csepel, Tanácsház tér–Tököl, HÉV-állomás |
| 209 | 1946. 01. 03. | 1949. 06. 19. (MÁVAUT üzemeltetés)     | Móricz Zsigmond körtér–Diósd, standfürdő |
| 210 | 1946. 01. 03. | 1949. 06. 19. (MÁVAUT üzemeltetés)     | Móricz Zsigmond körtér–Érd, Ilka-major |
| 222 | 1946. 01. 03. | 1949. 06. 19. (MÁVAUT üzemeltetés)     | Széna tér–Budakeszi–Zsámbék |
| 223 | 1946. 01. 03. | 1949. 06. 19. (MÁVAUT üzemeltetés)     | Széna tér–Budakeszi–Mány |
| 230 | 1946. 01. 03. | 1949. 06. 19. (MÁVAUT üzemeltetés)     | Csepel, Tanácsház tér–Kispest |
| 231 | 1946. 01. 03. | 1949. 06. 19. (MÁVAUT üzemeltetés)     | Csepel, Tanácsház tér–Rákoskeresztúri temető                                                                                                  |
| 237 | 1946. 01. 03. | 1949. 06. 19. (MÁVAUT üzemeltetés)     | Kispest–Rákoskeresztúri temető |
| 238 | 1946. 01. 03. | 1949. 06. 19. (MÁVAUT üzemeltetés)     | Kispest–Nagykőrösi út |
| 215 | 1946. 01. 22. | 1946. 04. 02.                          | Blaha Lujza tér–Dobogókő |
| 246 | 1946. 01. 22. | 1946. 04. 02.                          | Csobánka–Dobogókő |
| 242 | 1946. 02. 26. | 1949. 06. 19. (MÁVAUT üzemeltetés)     | Budapest–Bugyi |
| 241 | 1946. 02. 26. | 1949. 06. 19. (MÁVAUT üzemeltetés)     | Budapest–Kerekegyháza |
| 250 | 1946. 03. 27. | 1949. 06. 19. (MÁVAUT üzemeltetés)     | Blaha Lujza tér–Székesfehérvár |
| 200 | 1946. 03. 27. | 1952. 02. 11. (FAÜ-nek átadva → 57)    | Hűvösvölgy–Pesthidegkút–Máriaremete–Hűvösvölgy (körforgalom)                                                                                  |
| 201 | 1946. 03. 27. | 1952. 02. 11. (FAÜ-nek átadva → 57A)   | Hűvösvölgy–Máriaremete |
| 203 | 1946. 03. 27. | 1952. 02. 11. (FAÜ-nek átadva → N)     | Hűvösvölgy–Nagykovácsi, Szabadság tér |
| 204 | 1946. 03. 27. | 1952. 02. 11. (FAÜ-nek átadva → N)     | Hűvösvölgy–Tisza István liget |
| 205 | 1946. 04. 23. | 1952. 02. 11. (FAÜ-nek átadva → S)     | Hűvösvölgy–Solymár |
| 206 | 1946. 04. 23. | 1948 előtt                             | Hűvösvölgy–Solymár–Pilisszentiván |
| 207 | 1946. 04. 23. | 1948 előtt                             | Hűvösvölgy–Solymár–Pilisszentiván–Pilisvörösvár                                                                                               |
| 252 | 1946. 05. 28. | 1949. 06. 19. (MÁVAUT üzemeltetés)     | Budapest–Újhartyán |
| 226 | 1946. 06. 25. | 1949. 06. 19. (MÁVAUT üzemeltetés)     | Széna tér–Perbál |
| 225 | 1946. 06. 26. | 1949. 06. 19. (MÁVAUT üzemeltetés)     | Széna tér–Bajna |
| 229 | 1946. 06. 29. | 1949. 06. 19. (MÁVAUT üzemeltetés)     | Széna tér–Héreg |
| 213 | 1946. 07. 15. | 1949. 06. 19. (MÁVAUT üzemeltetés)     | Érd, Vasútállomás–Sóskút |
| 208 | 1946. 09. 05. | 1949. 06. 19. (MÁVAUT üzemeltetés)     | Óbuda–Üröm–Pilisvörösvár |
| 244 | 1946. 09. 05. | 1949. 06. 19. (MÁVAUT üzemeltetés)     | Óbuda–Pilisvörösvár–Pilisszántó |
| 245 | 1946. 09. 05. | 1949. 06. 19. (MÁVAUT üzemeltetés)     | Pilisvörösvár–Pilisszántó |
| 214 | 1946. 11. 04. | 1949. 06. 19. (MÁVAUT üzemeltetés)     | Pomáz–Csobánka |
| 212 | 1946. 11. 20. | 1949. 06. 19. (MÁVAUT üzemeltetés)     | Érd, Vasútállomás–Érd Ófalu |
| 206 | 1948. 07. 01. | 1950. 02. 05. (FAKV-nak átadva → 60)   | Kőbányai sörgyár–Városszéli telep–Rákoskeresztúr–Pécel                                                                                        |
| 217 | 1948. 07. 01. | 1957. 08. 31. (FAÜ-nek átadva → 21)    | Szabadság-hegy–János-hegy |
| 219 | 1948. 07. 01. | 1950. 02. 05. (FAKV-nak átadva → 61)   | Rákoshegy, Bocskai utca–Rákoskeresztúr–Rákosligeti temető                                                                                     |
| 223 | 1948. 07. 01. | 1948. 08. 31. (BSZKRT-nak átadva → 23) | Boráros tér–Soroksári út–Pesterzsébet, Magyar utca                                                                                            |
| 224 | 1948. 07. 01. | 1949. 04. 30.                          | Pesterzsébet, Kossuth tér–Vörösmarty utca–Klapka utca                                                                                         |
| 234 | 1948. 07. 01. | 1950. 02. 05. (FAKV-nak átadva → 62)   | Kőbányai sörgyár–Városszéli telep–Rákoskeresztúr–Rákoscsaba                                                                                   |
| 235 | 1948. 07. 01. | 1949. 01. 30. (BSZKRT-nak átadva → 35) | Nagyvárad tér–Üllői út–Pestlőrinc, Béke tér                                                                                                   |
| 240 | 1948. 07. 01. | 1948. 12. 05. (BSZKRT-nak átadva → 40) | Móricz Zsigmond körtér–Budaörsi út–Budaörs |
| 243 | 1948. 07. 01. | 1949. 09. 18. (BSZKRT-nak átadva → 27) | Móricz Zsigmond körtér–Budaörsi repülőtér |
| 201 | 1948. 07. 12. | 1948. 11. 07. (BSZKRT-nak átadva → 47) | Bosnyák tér–Nagy Lajos király út–Füredi utca–Rákosszentmihály–Árpádföld                                                                       |
| 221 | 1948. 08. 30. | 1950. 02. 05. (FAKV-nak átadva → 52)   | Csepel, Szent Imre tér–Királyerdő |
| 236 | 1948. 08. 30. | 1949. 06. 19. (MÁVAUT üzemeltetés)     | Óbuda–Üröm–Pilisborosjenő |
| A BART 1948. szeptember 1-jén állami irányítás alá került MOGÜRT Taxibusz néven, majd 1949. június 20-án egyesült a MÁVAUT-tal. Járatait fokozatosan átvette a BSZKRT, a MÁVAUT-tól pedig a FAKV, később a FAÜ. |               |                                        | |